# Serie A (sport)
Serie A – najwyższy poziom rozgrywek sportowych we Włoszech.
Tradycyjnie kolejne ligi zawodowych rozgrywek sportowych w Italii posiadają w nazwie kolejne litery alfabetu. Odpowiednikiem polskiej 1. ligi jest Serie A, 2.ligi - Serie B, 3. ligi - Serie C itd.
W niektórych dyscyplinach występują niewielkie różnice:
- W męskim rugby union Serie A to drugi poziom rozgrywek ligowych. Najwyższy poziom rozgrywek nosi nazwę Campionato di Eccellenza.
- W baseballu i żeńskiej siatkówce 1. i 2. liga to odpowiednio: Serie A1 i Serie A2.
- W piłce nożnej 3. i 4. liga to odpowiednio: Serie C1 i Serie C2.
- W hokeju na lodzie Serie A1.

Zwycięzcy Serie A uzyskują roczne prawo do noszenia na swoich strojach tarczy "scudetto".